# Rock City (Felsformation)

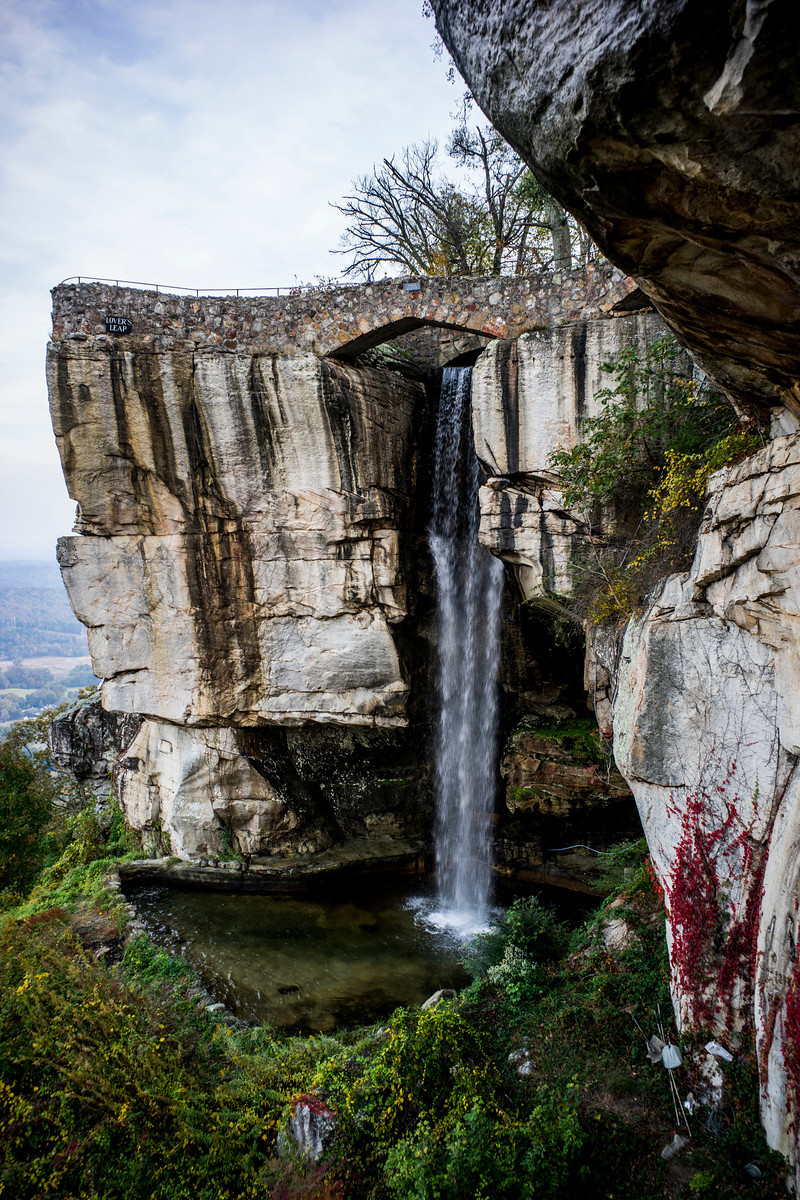
Blick auf die High Falls

„See Rock City“ auf einem Scheunendach

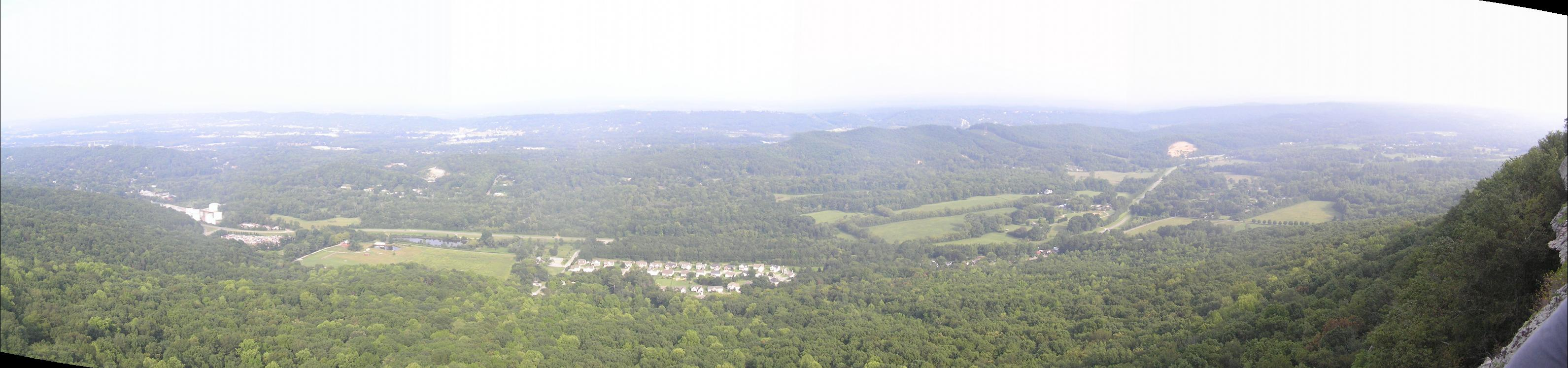
Aussicht vom Lover’s Leap aus

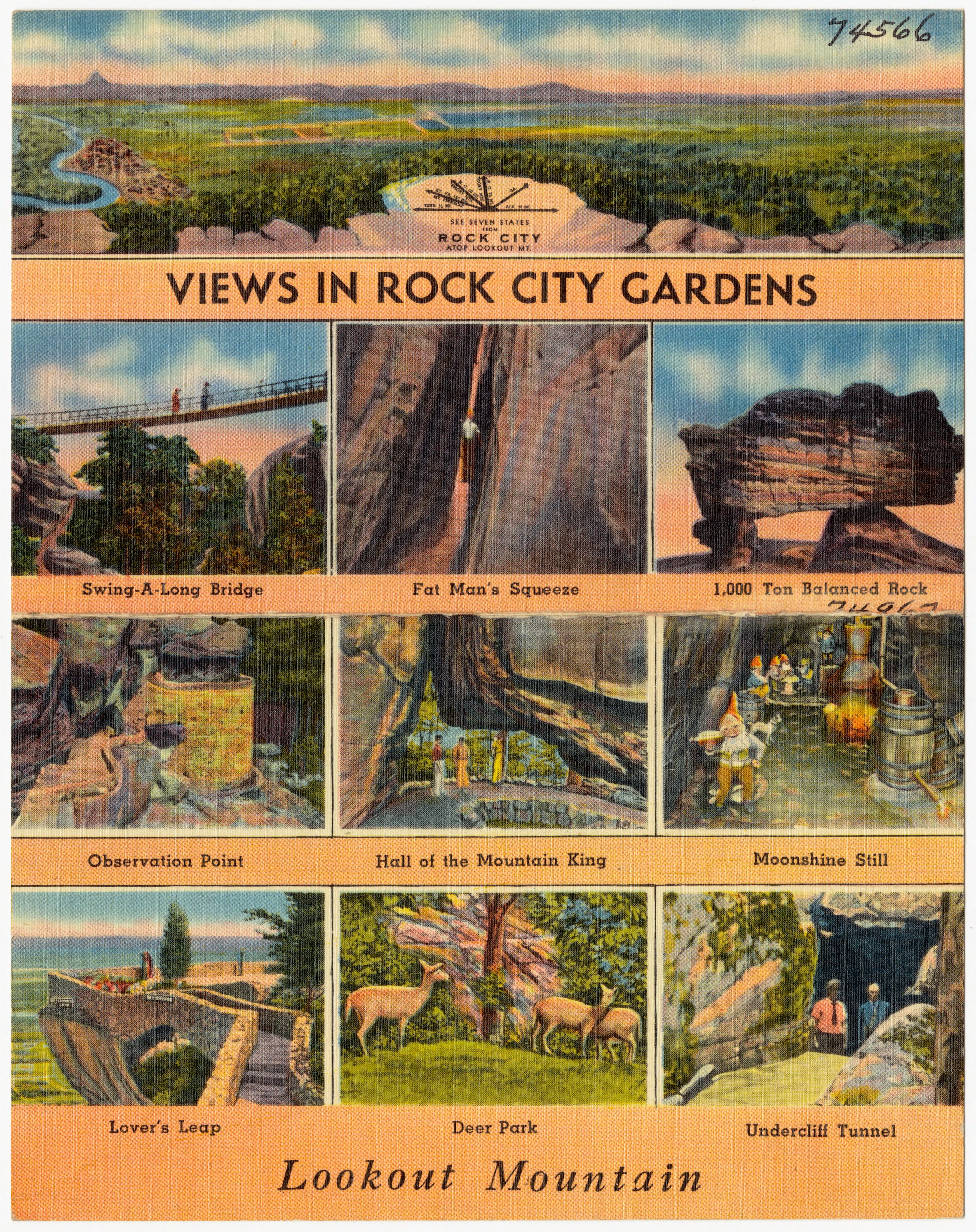
Sehenswürdigkeiten in Rock City Garden. Postkarte aus der Zeit zwischen etwa 1930 und 1945

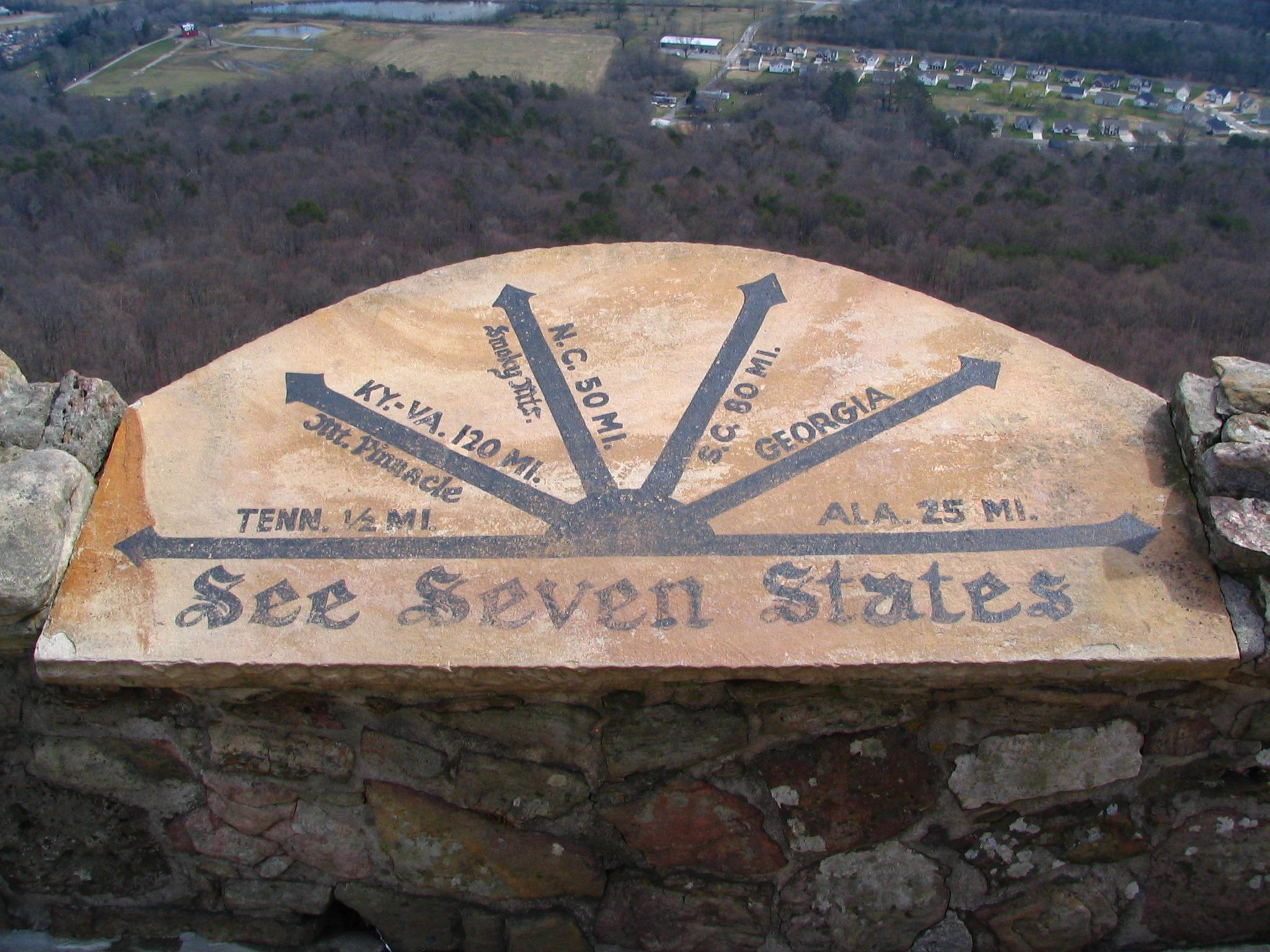
Tafel am Lover’s Leap, die die sichtbaren US-Staaten anzeigt

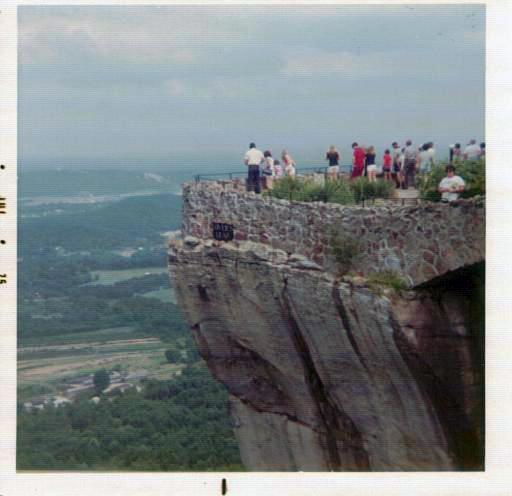
Touristen am Lover’s Leap (Juli 1975)

Rock City ist eine Touristenattraktion auf dem Lookout Mountain an der Grenze zwischen den US-Bundesstaaten Georgia und Tennessee. Seit Mai 1932 wird das Gelände mit sehenswerten Felsformationen unter dem Namen „Rock City Gardens“ als Freizeitpark betrieben. Bekannt wurde Rock City vor allem durch eine 1935 begonnene Werbeaktion, für die der Slogan „See Rock City“ in Variationen auf zahlreiche Scheunenwände und -dächer an den Straßen der weiteren Umgebung geschrieben wurde.

## Lage
Rock City gehört zum Ort Lookout Mountain in Georgia, der direkt südlich der Grenze zu Tennessee liegt. Der Nachbarort nördlich dieser Grenze heißt ebenfalls Lookout Mountain, liegt aber in Tennessee. Einige Kilometer weiter westlich treffen die drei Bundesstaaten Georgia, Tennessee and Alabama aufeinander. Die nächstgelegene größere Stadt ist Chattanooga in Tennessee.
Rock City liegt auf dem Lookout Mountain, einem Berg von 729 Metern Höhe; Chattanooga liegt knapp über 200 Meter hoch im Tal des Tennessee River. Daher hat man von Rock City aus eine weite Aussicht über die umliegende Gegend.

## Geschichte
Auch wenn das Gelände sicher bereits den Ureinwohnern bekannt war, stammt eine erste überlieferte Erwähnung erst aus dem Jahr 1823; ein Missionar beschrieb die Felsformationen als „Felsenzitadelle“ (citadel of rocks).
Der Geschäftsmann Garnet Carter, verheiratet mit der deutschstämmigen Frieda Utermoehlen, kam in den 1920er Jahren auf die Idee, auf dem Lookout Mountain einen Wohnpark namens „Fairyland“ (Märchenland) zu eröffnen. Im Garten des Fairyland Hotels legte er zur Unterhaltung der Gäste einen Minigolfplatz namens „Tom Thumb Golf“ (Däumlings-Golf) an, nachdem sein Plan für einen großen Golfplatz gescheitert war. Carter vermarktete das Konzept US-weit, musste das Geschäft aber während der Großen Depression verkaufen.
Carters Frau Frieda hatte die Idee zu einem Felsgarten zwischen den großen Felsblöcken von Rock City, das zu Fairyland gehörte. Carter machte daraus den Freizeitpark „Rock City Gardens“, der am 21. Mai 1932 eröffnete, bevölkert mit Gartenzwergen und Märchenfiguren zwischen Felsblöcken und Gartenanlagen. Im Laufe der Zeit wurde die Anlage immer wieder modernisiert und erweitert.

## Werbekampagnen
Carter engagierte den Schildermaler Clark Byers, um riesige Werbebotschaften auf Scheunenwände und -dächer entlang vielbefahrener Straßen zu pinseln. Der zentrale Slogan war „See Rock City“. Zwischen 1935 und 1969 beschriftete Byers auf diese Weise um die 900 Scheunen in der weiteren Umgebung von Rock City.
Dazu kamen Kampagnen mit Broschüren und Postkarten in Hotels und Restaurants. Sehr erfolgreich war auch der Verkauf von Vogelhäuschen mit ähnlichen Aufschriften wie die Scheunen.

## Sehenswürdigkeiten und Veranstaltungen
Durch Rock City führen verschlungene Wanderwege an vielen natürlichen Felsformationen vorbei, die Namen wie „Mushroom Rock“ (Pilzfels), „Balanced Rock“ (balancierender Fels), „Fat Man’s Squeeze“ (Engpass des dicken Manns) und „Grand Corridor“ (großer Korridor) tragen. Es gibt die Hängebrücke „Swing-Along Bridge“ (Schwingbrücke), die etwa 120 Meter (400 Fuß) lang ist, den Aussichtspunkt „Lover’s Leap“ (Sprung des/der Geliebten, gemeint ist ein Selbstmordsprung aus Liebeskummer, eine alte Legende der lokalen Ureinwohner), Märchen-Höhlen und einen künstlichen Wasserfall („High Falls“, 43 Meter hoch). All dies ist umgeben von Gartenanlagen mit ausgesuchten Bäumen, Buschwerk und Blumen.
Vom Aussichtspunkt Lover’s Leap aus sollen bei klarem Wetter sieben US-Bundesstaaten zu sehen sein: Tennessee, Kentucky, North Carolina, South Carolina, Georgia, Alabama und Virginia; dies berichteten Soldaten beider Seiten während des Amerikanischen Bürgerkriegs.
Das Jahr über gibt es zahlreiche Veranstaltungen in Rock City, etwa Raubvogelvorführungen, ein Fest anlässlich des Saint Patrick’s Day im März, ein Blumenfest im Mai, Musikfestivals im Sommer, ein sogenanntes Rocktoberfest, Weihnachtsillumination und mehr.